# Gran Hermano 24 horas
Gran Hermano 24 horas es un canal de televisión por internet de telerrealidad que transmite la convivencia en directo de los concursos Gran Hermano, Gran Hermano VIP —desde su tercera edición— y Gran Hermano Dúo las 24 horas. Emite a través de Mediaset Infinity (llamado Mitele hasta 2025), que es la plataforma de televisión en línea de Mediaset España, y de la aplicación oficial del programa. Durante la temporada 2018-2019, también se pudo ver en YouTube.
El canal, que solo emite durante los meses de emisión de cada concurso, hace un seguimiento de los puntos de mayor interés de la casa de Gran Hermano de manera dinámica durante las 24 horas del día, de manera que los telespectadores pueden visualizar en directo los sucesos de convivencia que se dan durante el concurso.

## Historia
El concurso y sus diferentes versiones han contado con canal 24 horas propio en la mayoría de sus ediciones. En sus primeras emisiones se convirtió en uno de los principales reclamos de la plataforma Quiero TV (TDT de pago), y de Vía Digital, que permitía la selección de varias cámaras para elegir qué contenidos en directo se querían visualizar. Posteriormente el canal pudo verse en algunas ediciones en plataformas como Movistar TV, Canal+ y ONO. También, aunque no desde la primera edición, se pudo ver parte de la señal a través de la página web de Telecinco (la emisión en internet no era gratuita, ya que solo permitían ver el canal de manera gratuita durante 3 horas diarias).
Por otro lado, el 31 de diciembre de 2010, nació Gran Hermano 24 horas, un canal que conectaba las 24 horas del día con el concurso Gran Hermano. El canal comenzó sus emisiones tras la gala número 10 de Gran Hermano 12, emitida el jueves 30 de diciembre de 2010.
Gran Hermano 24 horas ocupó el canal que dejó libre CNN+ en TDT el 28 de diciembre de 2010. Como el canal era provisional, cerró el 1 de marzo de 2011 para dar paso a Divinity.
El 11 de enero de 2012, Mercedes Milá adelantó en una entrevista concedida para el blog El Gato encerrado de Telecinco.es que la señal en directo de la decimotercera edición de Gran Hermano se vería a través de internet y que sería gratis. Así, desde el 19 de enero de 2012 tras la emisión de la primera gala Gran Hermano 12+1, Mitele, la plataforma de televisión en línea y de contenidos televisivos de Mediaset España, inició la puesta en marcha del canal 24 horas ofreciendo al espectador la emisión gratuitamente y sin interrupción de cortes publicitarios las 24 horas del día. Desde entonces, el canal sigue en marcha a través de esta plataforma de televisión en línea y de la aplicación oficial para todas las versiones del formato, aunque solo durante los meses de emisión de cada concurso.
Por otro lado, en septiembre de 2017, se decidió eliminar el canal 24 horas de Mitele, siendo sustituido por un blog en la página web de Telecinco y un bot para los usuarios de Facebook, y conexiones en directo por Be Mad (solo por las mañanas) y Telecinco (solo en las madrugadas, después de las galas). Sin embargo, este regresó tras la cuarta gala de la decimoctava edición de anónimos.
Un año después, con la llegada de la sexta edición de Gran Hermano VIP, el canal 24 horas del reality activó dos señales distintas de emisión ininterrumpida. De este modo, los espectadores pueden elegir en cada momento lo que quieren ver o, incluso, verlo todo a la vez. Además, como novedad, se introdujo la posibilidad de que la convivencia se pudiera ver también en YouTube.
Más tarde, el 8 de enero de 2019, llegó Gran Hermano Dúo. El reality en el que concursan famosos por parejas también puso en marcha el canal 24 horas, todo ello con el mismo despliegue realizado en las versiones de anónimos y famosos.
En la temporada 2019-2020, la señal de YouTube cesó sus emisiones, manteniéndose esta en Mitele y en la aplicación del programa. Sin embargo, la posibilidad de visualizar el canal 24 horas en modo multicámara y sin publicidad fue reservada a Mitele Plus, el servicio de distribución de contenidos de pago de la plataforma, dentro del paquete Mitele Plus Básico por 2,5 euros al mes (o 25 euros al año).

## Polémica
El 10 de diciembre de 2010, tras la eliminación de CNN+ causada por la compra de Cuatro y sus canales hermanos por parte de Telecinco al Grupo Prisa, surgió la polémica. El final de aquel canal "todo noticias" se produjo después de que PRISA TV (del grupo editor de El País) renunciara a producir el canal tras la fusión. Prisa tenía la opción de alquilar un canal por un máximo de tres años. Al renunciar a esa posibilidad, la cadena es operada por su nuevo propietario, Telecinco, que dejó claro que no entraba en sus planes mantener un canal de noticias.
Los presentadores de los distintos programas se fueron despidiendo emotivamente en antena uno tras otro en los últimos días de emisión. Así lo hizo Iñaki Gabilondo, Antonio San José o José María Calleja,  quienes, con despedidas similares al discurso de Edward R. Murrow en "Buenas noches, y buena suerte", alabaron el buen hacer del equipo de 180 profesionales que ha mantenido en antena CNN+. Un equipo que pasará a depender de la agencia ATLAS, propiedad de Telecinco.
Tras lamentar el cierre del canal de noticias 24 horas, en el mundo del periodismo se sucedieron las muestras de apoyo y solidaridad con los cientos de periodistas, redactores, etc, que perderían su empleo, y el 29 de diciembre de 2010, cerca de 200 personas se concentraron en la madrileña Gran Vía, frente al edificio de Prisa, para protestar contra el cierre de la cadena tras casi 12 años de emisiones. La protesta fue convocada a través de las redes sociales. Con pancartas con lemas reivindicativos en los cuales abundaban los logos de Telecinco, Cuatro y la cadena 24 horas de información junto a símbolos funerarios, que terminó sus emisiones. Los manifestantes gritaban consignas como "Estamos vendidos, no a los despidos" o "Está pasando nos están cerrando".
La Federación de Asociaciones de Periodistas de España (FAPE) emitió un comunicado en el que lamentaba la pérdida de esta cadena, que representaba "un espacio para el debate, para el intercambio de ideas, para la reflexión y la formación de criterio".
La Federación de Sindicatos de Periodistas (FeSP) ha hecho público un comunicado en el que crítica duramente la desaparición de CNN+ y además culpa directamente de ello a Telecinco. Según esta Federación, "Telecinco ha vulnerado en CNN+ el derecho ciudadano a recibir información" "había un grupo de profesionales que ofrecían información durante las 24 horas del día y ahora se emite un burdo reality show, fiel reflejo de que algunas empresas prefieren ofrecer telebasura para buscar audiencia en vez de hacer una televisión de calidad".
Contrariamente a la teoría de la inviabilidad económica de CNN+, o a la lucha de audiencias,
 hay opiniones que insinúan una posible "vendetta" (venganza) del propietario del imperio empresarial Mediaset, el cual posee Telecinco, en respuesta a la publicación por parte de los medios del Grupo Prisa de fotos comprometedoras tomadas en su mansión de Villa Certosa —Berlusconi ha sido investigado por prostitución de menores—.
Para el escritor Paul Ginsborg, autor del libro Silvio Berlusconi; televisión, poder y patrimonio, la combinación de populismo antidemocrático y poder mediático de Berlusconi le convierte en una gran amenaza para la democracia.

## Gran Hermano
Gran Hermano o Big brother es un popular reality show donde, durante alrededor de tres meses, un grupo de concursantes convive en una casa, totalmente aislados y con cámaras vigilándolos las 24 horas del día. Deben intentar superar las expulsiones que, periódicamente, la audiencia decide y así conseguir el premio final.
En España, la primera edición de Gran Hermano se celebró en el año 2000 con unos registros de audiencia muy altos que lo convirtieron en un fenómeno mediático y que ha servido como fuente de inspiración a otros formatos basados igualmente en la telerrealidad, la emisión de contenidos que no tienen un guion previo.